# ديبورا رايت
ديبورا رايت (بالإنجليزية: Deborah Wright)‏ هي مصرفية أمريكية، ولدت في 1958 في بينتسفيل في الولايات المتحدة.

## وصلات خارجية
- ديبورا رايت على موقع إن إن دي بي (الإنجليزية)